# نناد کوواچویچ
نناد کوواچویچ (سیریلیک صربی: Ненад Ковачевић؛ زادهٔ ۱۱ نوامبر ۱۹۸۰) بازیکن سابق و مربی فوتبال اهل صربستان است.
از باشگاه‌هایی که در آن بازی کرده‌است می‌توان به باشگاه فوتبال نیم المپیک، باشگاه فوتبال باکو، باشگاه فوتبال ستاره سرخ بلگراد، و باشگاه فوتبال لانس اشاره کرد.
وی همچنین در تیم ملی فوتبال صربستان بازی کرده‌است.